# Stefan Rebenich
Stefan Rebenich (* 7. April 1961 in Jugenheim) ist ein deutscher Althistoriker.
Stefan Rebenich studierte von 1980 bis 1985 Klassische Philologie und Geschichte an der Universität Mannheim sowie Alte Geschichte an der Universität Oxford. Im Jahr 1990 wurde er mit der Arbeit Hieronymus und sein Kreis. Prosopographische und sozialgeschichtliche Untersuchungen an der Universität Mannheim promoviert. Dort erfolgte 1995 ebenfalls seine Habilitation über Theodor Mommsen und Adolf Harnack. Wissenschaft und Politik im Berlin des ausgehenden 19. Jahrhunderts. Mit einem Anhang: Edition und Kommentierung des Briefwechsels. Von 1997 bis 2003 war Rebenich Hochschuldozent (ab 2002 außerplanmäßiger Professor) an der Universität Mannheim. 2003 legte er die Zweite Staatsprüfung für den höheren Schuldienst an Gymnasien ab.
Im Wintersemester 1997/98 vertrat Rebenich einen Lehrstuhl an der Universität Bielefeld, im Wintersemester 2000/2001 an der Universität München. Zum 1. Oktober 2003 wurde Rebenich Professor für Alte Geschichte an der Universität Bielefeld. 2006 wechselte er auf einen Lehrstuhl für Alte Geschichte und Rezeptionsgeschichte der Antike bis in das 20. Jahrhundert an die Universität Bern. Im Kollegjahr 2013/14 war er Forschungsstipendiat am Historischen Kolleg in München. Von 2014 bis 2017 war er Vizedekan und Senator der Philosophisch-historischen Fakultät der Universität Bern. Von 2017 bis 2019 war er Dekan der Philosophisch-historischen Fakultät der Universität Bern.
Rebenichs Forschungsschwerpunkte bilden vor allem die Spätantike und die Wissenschaftsgeschichte. Daneben arbeitet er zur Geschichte Spartas, zum Christentum im Römischen Reich sowie zur antiken Sozial-, Kultur- und Religionsgeschichte. Rebenich hat zudem die Entwicklung des Faches Alte Geschichte in der Weimarer Republik, im Nationalsozialismus und in der frühen Bundesrepublik analysiert. Er legte zum 100. Todestag eine Biographie über Theodor Mommsen vor. Rebenich ist ordentliches Mitglied des Deutschen Archäologischen Instituts und war jahrelang Beiratsmitglied der Kommission für Alte Geschichte und Epigraphik. Seit 2013 ist er zusammen mit Hartmut Leppin und Andreas Rödder verantwortlich für die alle zwei Jahre stattfindende Verleihung des Karl-Christ-Preises.

## Schriften (Auswahl)
Monographien
- Der kultivierte Gärtner. Die Welt, die Kunst und die Geschichte im Garten. Klett-Cotta, Stuttgart 2022, ISBN 978-3-608-98634-1.
- Die Deutschen und ihre Antike. Eine wechselvolle Beziehung. Klett-Cotta, Stuttgart 2021, ISBN 978-3-608-96476-9.
- C. H. Beck. 1763–2013. Der kulturwissenschaftliche Verlag und seine Geschichte. Beck, München 2013, ISBN 978-3-406-65400-8.
- Die 101 wichtigsten Fragen – Antike. Beck, München 2006, ISBN 978-3-406-54105-6.
- Theodor Mommsen. Eine Biographie. Beck, München 2002; Taschenbuchausgabe 2007, ISBN 978-3-406-54752-2.
- Jerome. Routledge, London/New York 2002, ISBN 0-415-19906-9.
- Theodor Mommsen als Schriftsteller. Ein Verzeichnis seiner Schriften von Karl Zangemeister. Im Auftrage der Königlichen Bibliothek bearbeitet und fortgesetzt von Emil Jacobs. Neu bearbeitet von Stefan Rebenich. Weidmann, Hildesheim 2000, ISBN 3-615-00217-2.
- Theodor Mommsen und Adolf Harnack. Wissenschaft und Politik im Berlin des ausgehenden 19. Jahrhunderts. Mit einem Anhang: Edition und Kommentierung des Briefwechsels. Walter de Gruyter, Berlin/New York 1997, ISBN 3-11-015079-4 (Habilitationsschrift).
- Hieronymus und sein Kreis. Prosopographische und sozialgeschichtliche Untersuchungen. Steiner, Stuttgart 1992, ISBN 3-515-06086-3 (Dissertation).

Herausgeberschaften
- Xenophon: Die Verfassung der Spartaner. Wissenschaftliche Buchgesellschaft, Darmstadt 1998, ISBN 3-534-13203-3.
- mit Iole Fargnoli (Hrsg.): Theodor Mommsen und die Bedeutung des Römischen Rechts (= Freiburger Rechtsgeschichtliche Abhandlungen FRA. Neue Folge. Band 69). Duncker & Humblot, Berlin 2013, ISBN 978-3-428-14050-3.
- Monarchische Herrschaft im Altertum (= Schriften des Historischen Kollegs. Kolloquien. Band 94). De Gruyter/Oldenbourg, Berlin/Boston 2017, ISBN 978-3-11-046385-9 (Digitalisat).
- mit Hans-Ulrich Wiemer: A Companion to Julian the Apostate. Brill, Leiden 2020, ISBN 978-9-004-41456-3.
- mit Hubert Cancik, Alfred Schmid: Archäologie der Moderne. Antike und Antike-Rezeption als Paradigma und Impuls (= Colloquium Rauricum. Band 16). Schwabe, Basel 2020, ISBN 978-3-7965-4160-5.